# 安岡満彦
安岡 満彦（やすおか みつひこ、1920年5月5日 - 2002年7月16日）は、日本の裁判官。最高裁判所判事。高知県出身。

## 概要
旧制高知高校から1942年（昭和17年）に東京帝国大学法学部を卒業。同年10月に司法官試補、1944年（昭和19年）1月に軍隊に応召となり、1945年（昭和20年）9月に復員。裁判員生活に入り、東京地方裁判所、秋田地方裁判所などに勤務。次いで司法研修所教官、東京高等裁判所、東京地裁などで裁判事務につき、静岡地方裁判所長を経て、再び東京高裁判事。1979年3月に司法研修所長に就任したが、裁判官の不祥事などが相次ぎ、法曹の卵たちに「予断にとらわれないで着実に進む将棋の王将のようになれ」と説いた。1981年（昭和61年）10月に大阪高裁長官に就任。
1982年（昭和57年）10月1日に最高裁判所判事に任命された。専門は民事で、会社更生や土地の貸借を巡る紛争で、訴訟で解決する前に処理する「借地非訟」に長く携わっていた。就任の際に「最近、裁判批判が多くなってきているが、裁判官はそれに右往左往してはらない。反対の意見には耳を傾けなければならないが、動揺してはいけない」と述べた。
1980年衆院選を巡る一票の格差訴訟で1983年（昭和58年）11月7日の最高裁大法廷の判決では違憲状態とする多数意見に対し、違憲とする反対意見を表明した。札幌税関検査事件において1984年（昭和59年）12月12日の最高裁大法廷の判決では関税定率法によるポルノの税関検査を合憲とする多数意見に対して、違憲とする反対意見を表明した。
1990年（平成2年）5月に定年退官。1992年（平成4年）11月、勲一等瑞宝章受章。